# Bystrovany
Bystrovany – miejscowość i gmina (obec) w Czechach, w kraju ołomunieckim, w powiecie Ołomuniec. W 2022 roku liczyła 992 mieszkańców.
W miejscowości jest przystanek kolejowy Bystrovany.